# Habús ibn Maksan
Habús ibn Màksan, de nom complet Habús ibn Màksan ibn Ziri ibn Manad as-Sinhají (àrab: حبوس بن ماكسن بن زيري بن مناد الصنهاجي, Ḥabbūs b. Māksan b. Zīrī b. Manād aṣ-Ṣinhājī), conegut també pel seu làqab com Abu-Massud (? - Granada, 1038), fou el segon emir de la taifa zírida de Granada (1019/1020-1038).

## Biografia
Amb el trasllat a Kairuan de Zawi ibn Ziri, primer emir de Granada, l'any 1019/1020 amb pretensions d'aconseguir el govern de l'emirat zírida d'Ifríqiya, aprofitant la mort del seu parent i antic rival Badis ibn al-Mansur i la minoria d'edat del seu fill al-Muïzz ibn Badis; Habús, nebot seu, governador de Jaén i Iznájar, amb l'ajut dels xeics sinhadja de Granada, aconsegueix el control de l'emirat, front al designat per Zawi, el seu fill Halala, i es veu obligat a fer una nova cessió de territoris entre els seus partidaris.
Reorganitza l'exèrcit seguint el model del califat de Còrdova, establint districtes militars on cada xeic sinhadja o zanata ha de reclutar un contingent proporcional a l'extensió i població del districte, i inicia la fortificació de Granada. Les unitats militars estaven formades per membres de les tribus sinhadja i zanata, però també per esclaus blanc i per esclaus negres.
L'organització política també estava distribuïda en districtes sota la direcció dels cadis, xeics, governadors o visirs territorials sanhadja, i era l'emir amb el consell de govern tribal qui prenia les decisions importants. Per dirigir la política de l'emirat Habús designà un visir que actuava també de secretari de l'administració o kàtib, entre els quals estan Abú al-Qasim ibn al-Arafi, el seu germà Abú al-Abbas, i en els darrers anys, el jueu Samuel ibn Nagrella
En els primers anys del seu regnat, entre 1019-20 i 1028-29 conquereix la cora de Cabra i recupera de Jaén. I en 1036, aliat amb Almeria i el governador d'Écija, venç a l'emirat de Sevilla.
Mor a l'estiu de 1038, al mes de ramadà.